# Denise Betsema
Denise Betsema, née le 23 janvier 1993 à Oudeschild, est une coureuse cycliste néerlandaise, active en cyclo-cross et en VTT.

## Biographie
Révélation de la saison de cyclo-cross 2018-2019 au cours de laquelle elle s'impose à 15 reprises, décroche la médaille de bronze aux championnats d’Europe et termine au pied du podium des mondiaux. elle est contrôlée positive à deux reprises aux stéroïdes anabolisants. Le premier contrôle positif a lieu le 27 janvier 2019 lors de la dernière manche de la Coupe du monde à Hoogerheide, et le deuxième est enregistré le 16 février 2019 lors de  la manche de Superprestige à Middelkerke. Elle nie les faits, mais est temporairement suspendue par son équipe en attendant le résultat de la contre-expertise. Le 16 mai 2019, il est annoncé que son échantillon B est également positif aux stéroïdes. Elle écope d'une suspension de six mois et peut reprendre la compétition en janvier 2020.

## Palmarès en cyclo-cross
- 2018-2019
  - Classement général de l'EKZ CrossTour : 
    - EKZ CrossTour #2, Aigle
    - EKZ CrossTour #3, Hittnau
    - EKZ CrossTour #4, Eschenbach

  - Coupe du monde de cyclo-cross #5, Coxyde
  - IJsboerke Ladies Trophy #5, Anvers
  - Superprestige #8, Middelkerke
  - GP Poprad, Poprad
  - Cyclo-Cross International de la Solidarité de Lutterbach, Lutterbach
  - Grand Prix de Neerpelt, Neerpelt
  - Ambiancecross, Wachtebeke
  - Cyclocross Otegem, Otegem
  - Brico Cross Maldegem, Maldeghem
  - Brico Cross Vestingcross Hulst, Hulst
  - SOUDAL Classics - Leuven, Louvain
  - Internationale Sluitingsprijs, Oostmalle
  -  Médaillée de bronze du championnat d'Europe de cyclo-cross
  - 3e du Superprestige
  - 4e du championnat du monde de cyclo-cross
- 2019-2020
  - Rectavit Series GP Leuven, Louvain
- 2020-2021
  - Coupe du monde de cyclo-cross #4, Hulst
  - Superprestige #8, Middelkerke
  - Ethias Cross - Beringen, Beringen
  - Ethias Cross - Grand Prix Eeklo, Eeklo
  - Ethias Cross - Waaslandcross, Saint-Nicolas
  - X²O Badkamers Trofee #3, Anvers
  - EKZ CrossTour #2, Berne
  - Internationale Sluitingsprijs, Oostmalle
  - 2e du X²O Badkamers Trofee
  -  Médaillée de bronze du championnat du monde de cyclo-cross
  - 3e du classement général de la Coupe du monde
  - 3e du Superprestige
  - 4e du championnat d'Europe de cyclo-cross
- 2021-2022
  - Coupe du monde de cyclo-cross #4, Zonhoven
  - Ethias Cross - Rapencross, Lokeren
  - Ethias Cross - Versluys Cyclocross, Bredene
  - Superprestige #2, Ruddervoorde
  - X²O Badkamers Trofee #8, Bruxelles
  - 2e du classement général de la Coupe du monde
  - 2e du X²O Badkamers Trofee
  - 3e du Superprestige
  - 5e du championnat d'Europe de cyclo-cross
- 2022-2023
  - Superprestige #1, Ruddervoorde
  - Exact Cross - Kasteelcross, Zonnebeke
  - 3e du Superprestige
  - 4e du championnat d'Europe de cyclo-cross
  - 6e de la Coupe du monde
  - 8e du championnat du monde de cyclo-cross
- 2024-2025
  - 3e du championnat des Pays-Bas de cyclo-cross

### Classements
| Épreuve / Édition     | 2018/2019 | 2020/2021 | 2021/2022 | 2022/2023 |
| Championnat du monde  | 4e        | 3e        | Abs.      | 8e        |
| Coupe du monde        | 5e        | 3e        | 2e        | 6e        |
| Superprestige         | 3e        | 3e        | 2e        | 3e        |
| Trophée X2O Badkamers | 9e        | 2e        | 2e        | 4e        |
| Championnat d'Europe  | 3e        | 4e        | 5e        | 4e        |